# Rajon Blysnjuky
Der Rajon Blysnjuky (ukrainisch Близнюківський район/Blysnjukiwskyj rajon; russisch Близнюковский район/Blisnjukowskyj rajon) war eine Verwaltungseinheit innerhalb der Oblast Charkiw im Osten der Ukraine. Der Rajon, welcher 1923 gegründet wurde, hatte eine Fläche von 1380 km² und eine Bevölkerung von etwa 20.000 Einwohnern. Der Verwaltungssitz befand sich in der namensgebenden Siedlung städtischen Typs Blysnjuky.
Am 17. Juli 2020 kam es im Zuge einer großen Rajonsreform zum Anschluss des Rajonsgebietes an den Rajon Losowa.
Auf kommunaler Ebene war der Rajon in eine Siedlungsratsgemeinde und 19 Landratsgemeinden unterteilt, denen jeweils einzelne Ortschaften untergeordnet waren.
Zum Verwaltungsgebiet gehörten:
- 1 Siedlung städtischen Typs
- 95 Dörfer
- 2 Ansiedlungen